# Sweet Track
「Sweet Track」（スウィートトラック）は、やなぎなぎの9枚目のシングル。2014年12月24日にNBCユニバーサル・エンターテイメントジャパンから発売された。

## 概要
「Sweet Track」は先行して12月10日に発売されたアルバム『ポリオミノ』からのシングルカット。
カップリング曲の「Burn Out the ENERGY」（バーンアウト・ジ・エナジー）は前山田健一（ヒャダイン）とのコラボレーションで、スマートフォン用ゲームアプリ『selector battle with WIXOSS』の主題歌およびコマーシャルソングとなっている。初回盤には同ゲーム中で使用可能な限定シリアルコードを封入。

## 収録曲
1. Sweet Track [4:12]
作詞：やなぎなぎ、作曲：楠野功太郎 編曲：大西省吾
日本テレビ『スッキリ!!』12月度テーマソング[2]
2. Burn Out the ENERGY [4:15]
作詞・作曲：前山田健一 編曲：サイトウヨシヒロ
スカイリンク『selector battle with WIXOSS』主題歌[3]
3. Sweet Track（Instrumental）
4. Burn Out the ENERGY（Instrumental）